# Pupi cull'ova
I pupi cull'ova o pupi cu l'ova sono una specialità dolce di Nicosia.
La Regione Siciliana li ha inseriti nell'elenco dei prodotti agroalimentari tradizionali italiani.
Si tratta di pani o paste dolci di dimensioni e proporzioni varie, a forma di bambolotti, che contengono delle uova sode; a parte le uova gli ingredienti consistono in farina, zucchero e strutto; l'impasto è tagliato a pezzi e, dopo aver aggiunto le uova, viene infornato.